# (2543) Machado
(2543) Machado es un asteroide perteneciente al cinturón de asteroides, descubierto el 1 de junio de 1980 por Henri Debehogne desde el Observatorio de La Silla, Chile.

## Designación y nombre
Designado provisionalmente como 1980 LJ. Fue nombrado Machado en honor al astrónomo argentino Luiz Eduardo da Silva Machado.